# Црква Светог Архангела Лозица
Манастир Лозица или Црква светог Архангела припада Епархији тимочкој Српске православне цркве. Црква светог Архангела некадашњег манастира Лозица, уз присуство два монаха, помиње се први пут 1455. године у Турском попису Видинског санџака. Црква се налази у близини Кривог Вира, припада Епархији тимочкој и не зна се када је саграђена. Познато је да је неколико пута обнављана и то 1680. и 1850. године.
Црква Лозица заједно са каменим спомеником који се налази северно од цркве, заштићена је Законом на основу Одлуке о проглашењу за културно добро СО Бољевац 1980. године.

## Историја
Сазидана у 14. веку. Посвећена је Светом Архангелу Гаврилу. Зна се да је први пут обновљена 1680. године, а други пут 1850. године и служи непрекидно од 1854. године. Унутрашњост храма је у доста лошем стању и захтева темељно реновирање. У новије време, поред цркве је сазидан трем, а планира се ускоро и изградња конака. Надомак цркве је веома јак извор питке и хладне воде, који доприноси атрактивности локације, чинећи је још живописнијом.

## Архитектура
Црква је тролисна, скромних димензија, зидана у духу моравске школе. На западу се налази мала припрата, а на истоку петострана олтарска апсида. Мале певничке апсиде споља су тростране. Црква је зидана каменом па малтерисана, а грађевином доминира осмострано кубе.

## Сликарство
Живопис цркве је највероватније из периода друге обнове цркве и сасвим скромних уметничких домета. Преовлађују портрети светаца и светих ратника, као и композиције из живота Христовог. Иконостас је новијег датума, што се види из натписа: Намоловао Петар Манић, иконописац, 20. 07. 1980, Параћин.